# Allen (California)
Allen es un área no incorporada ubicada en el condado de Amador en el estado estadounidense de California.

## Geografía
Allen se encuentra ubicada en las coordenadas 38°37′2″N 120°6′39″O / 38.61722, -120.11083.